# Horti
Pour les articles homonymes, voir Hortus (homonymie) et Horta.
Un jardin romain (hortus ou horta ou  hortulus, en latin) est un jardin (des plus petits aux plus importants) de la Rome antique (VIIIe siècle av. J.-C. au Ve siècle).
Horti (au pluriel) s'emploie ici pour désigner un ensemble de jardins somptueux appartenant à un membre de l'aristocratie romaine ou à une riche collectivité. À la fin de la République romaine l'intégration des bâtiments dans les jardins est telle que que le terme horti sert à désigner une demeure aristocratique comme le faisait déjà hortus pour une villa.

## Étymologie
Hortus  mot latin à l'origine du mot horticulture, apparenté au grec ancien χόρτος khórtos (enclos et ce qui y pousse) désigne un jardin et hortulus un petit jardin ou hortus botanicus (jardin botanique). Ce terme latin hortus (horti au pluriel) désigne un jardin de l'Antiquité romaine, du plus petit lopin de terre de jardin potager familial, ou le jardin d'agrément des domus, des villae romaines, ou de jardins ornementaux de palais impériaux.

## Histoire
Les horti et l'horticulture ornementale se sont fortement développés sous la civilisation romaine. Les jardins de Lucullus (Horti Lucullani), sur la colline du Pincio à Rome, ont introduit le jardin persan en Europe vers 60 av. J.-C.. Ils étaient perçus comme un lieu de paix et de tranquillité, un refuge contre la vie urbaine et un lieu chargé de sens religieux et symbolique. L'utilisation des jardins s'est développée au fur et à mesure du développement de la culture romaine, de plus en plus influencée par les civilisations étrangères.

Quelques reconstitutions contemporaines de jardins romains
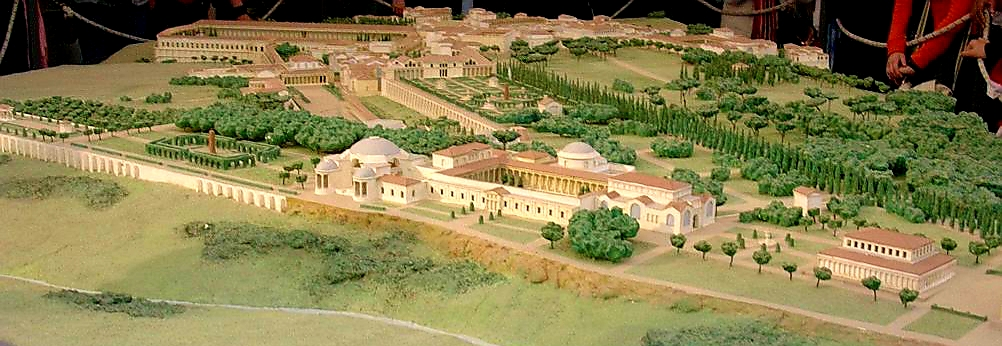
Vue panoramique des jardins romains de la villa d'Hadrien de Tivoli (IIe siècle)
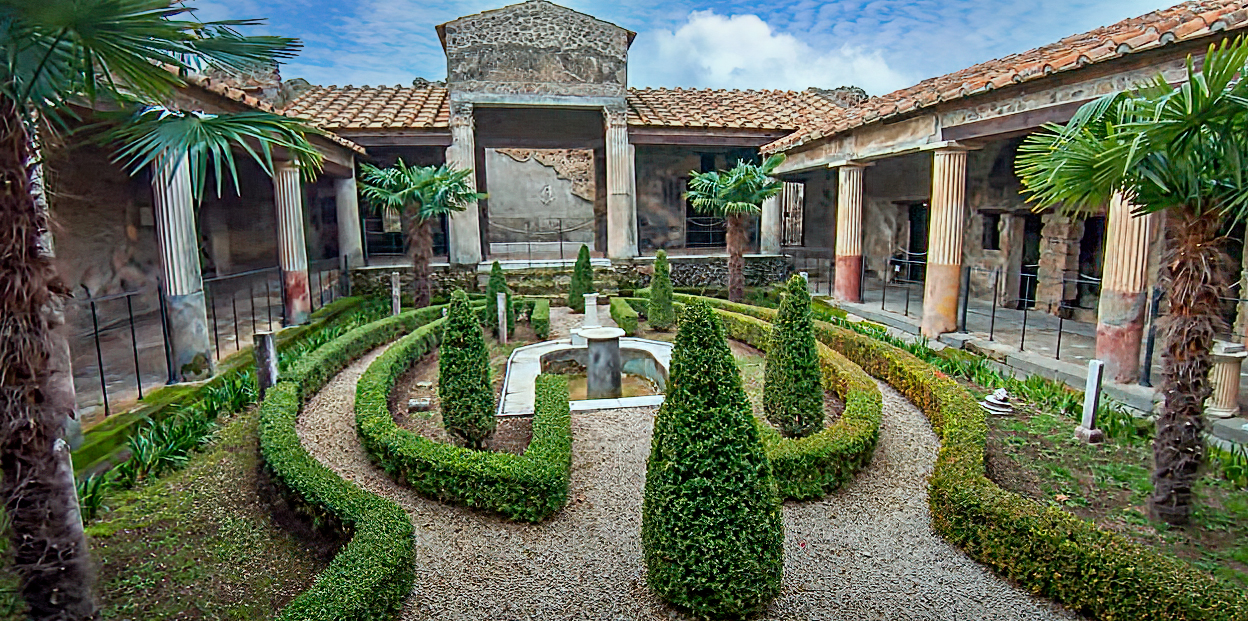
Villa des Amours d'Or (it) de Pompéi

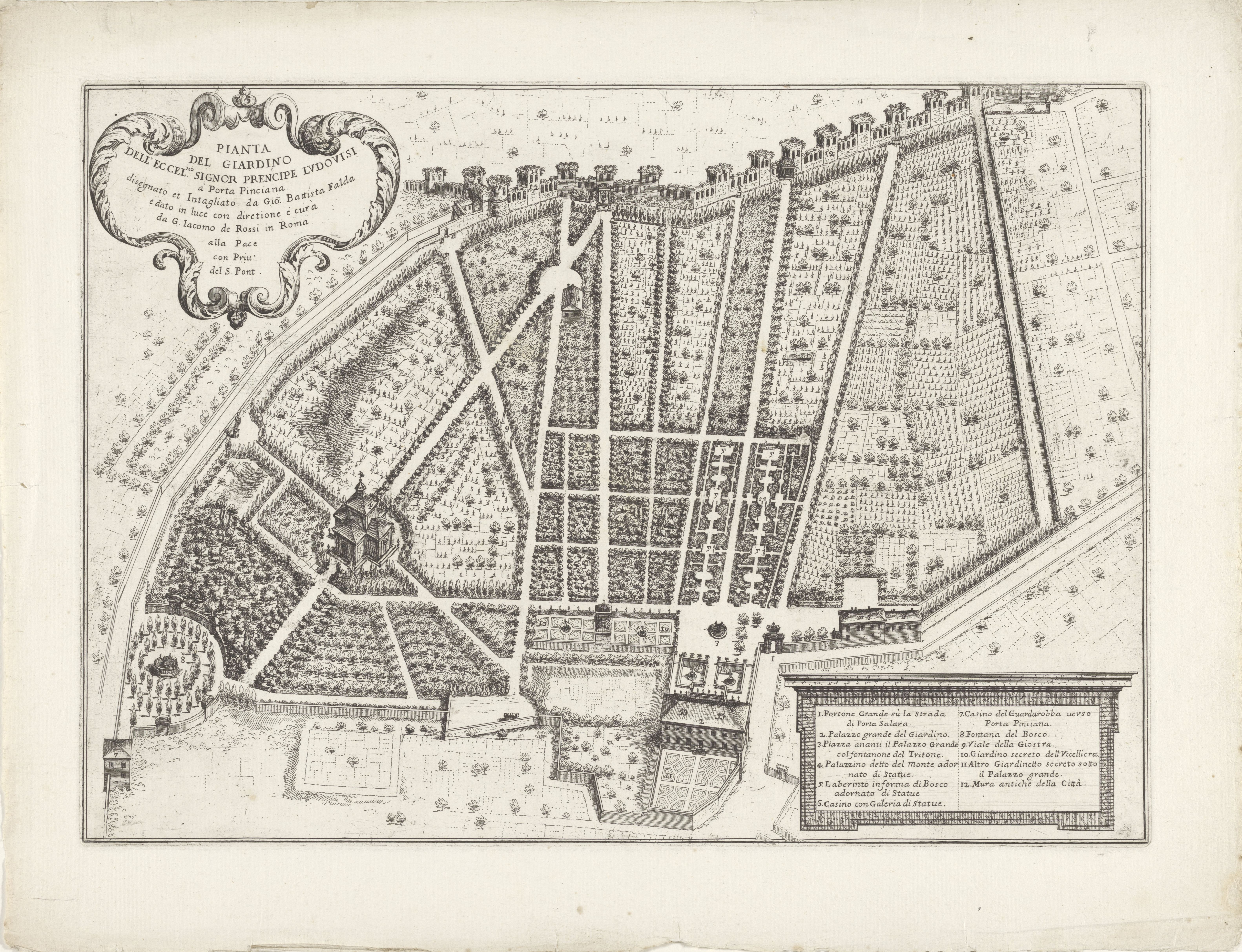
Jardins de Salluste de Rome.

L'homme d'État et général romain Lucullus lance la mode de la construction de palais-jardins luxueux au Ier siècle av. J.-C. avec la construction de ses horti sur la colline du Pincio de Rome, suivi par les Jardins de Salluste (horti de Salluste) entre le Quirinal, le Viminal et le Champ de Mars, irrigué par l'aqueduc de l'Aqua Virgo (les plus grands et les plus riches du monde romain).

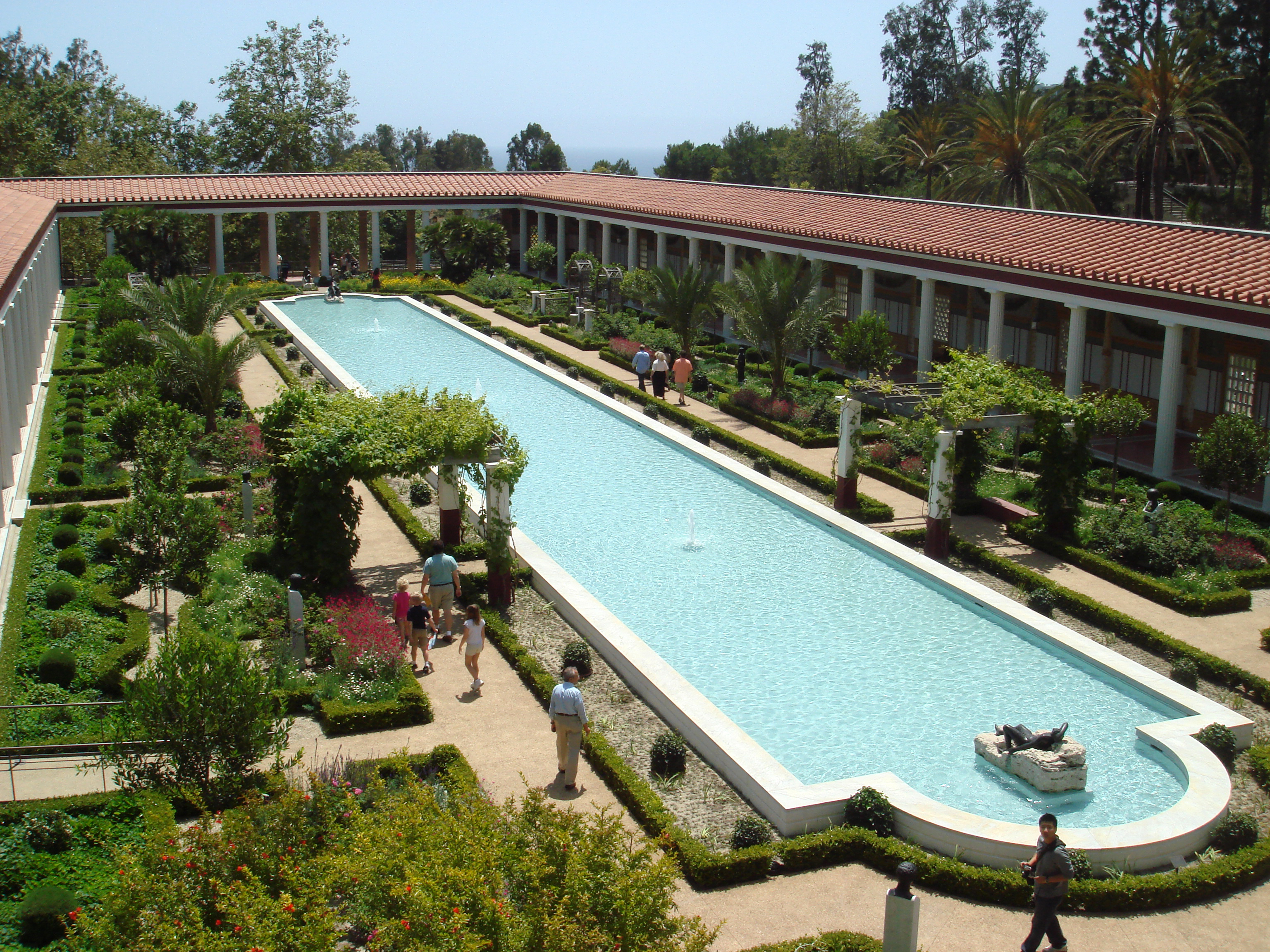
Villa Getty de Los Angeles (Californie)

À l'époque de l'écrivain Varron (Ier siècle av. J.-C.), l'usage exclusivement pratique de l'hortus a été dépassé en réservant une partie du terrain pour la culture des fleurs pour le culte des dieux et pour honorer les tombeaux des ancêtres. À l'époque de Sylla (138 av. J.-C.-78 av. J.-C.), en raison de l'amélioration des conditions économiques, les villas rustiques situées en banlieue ou à la campagne (appelées Hortus ou villa) ont commencé à se différencier des demeures seigneuriales de la ville (Horti) qui regroupaient un ensemble de bâtiments et de jardins.

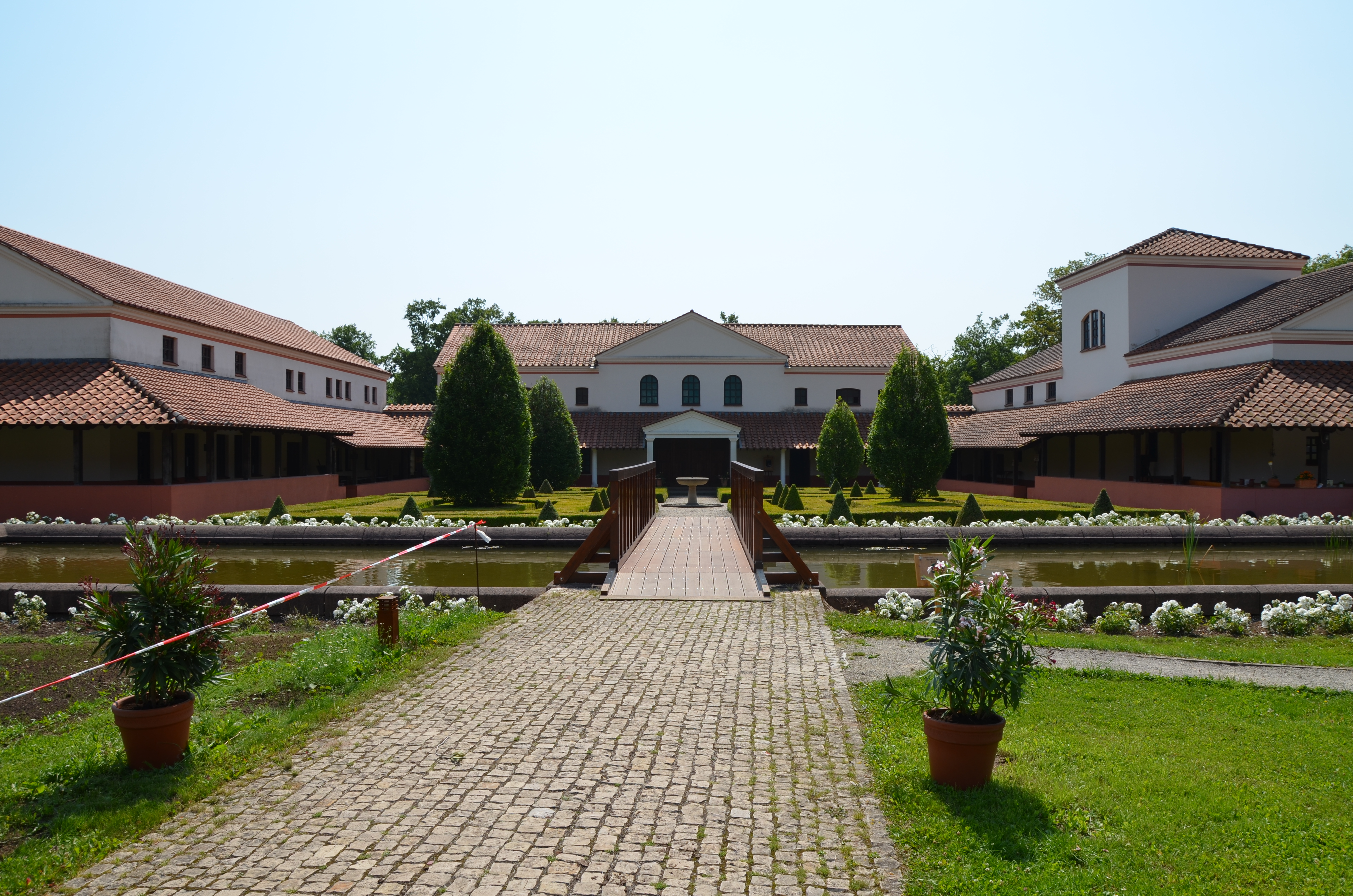
Villa romaine de Borg (Allemagne)

La reconstitution d'anciens jardins romains a été rendue possible par des découvertes archéobotaniques de restes des racines des plantes d'époque et par des peintures murales d'habitations romaines. Ces décorations murales ont permis de découvrir l'aménagement du jardin à base généralement d'un carré central, avec une fontaine d'où partaient des allées rectilignes avec des rangées de romarin et de myrte taillés à une hauteur telle qu'ils laissaient le regard libre sur les côtés sur la campagne environnante : des sculptures romaines, ou d'hermès, ainsi que des sièges avec de grands pots de plantes odorantes étaient placés au carrefour des allées.

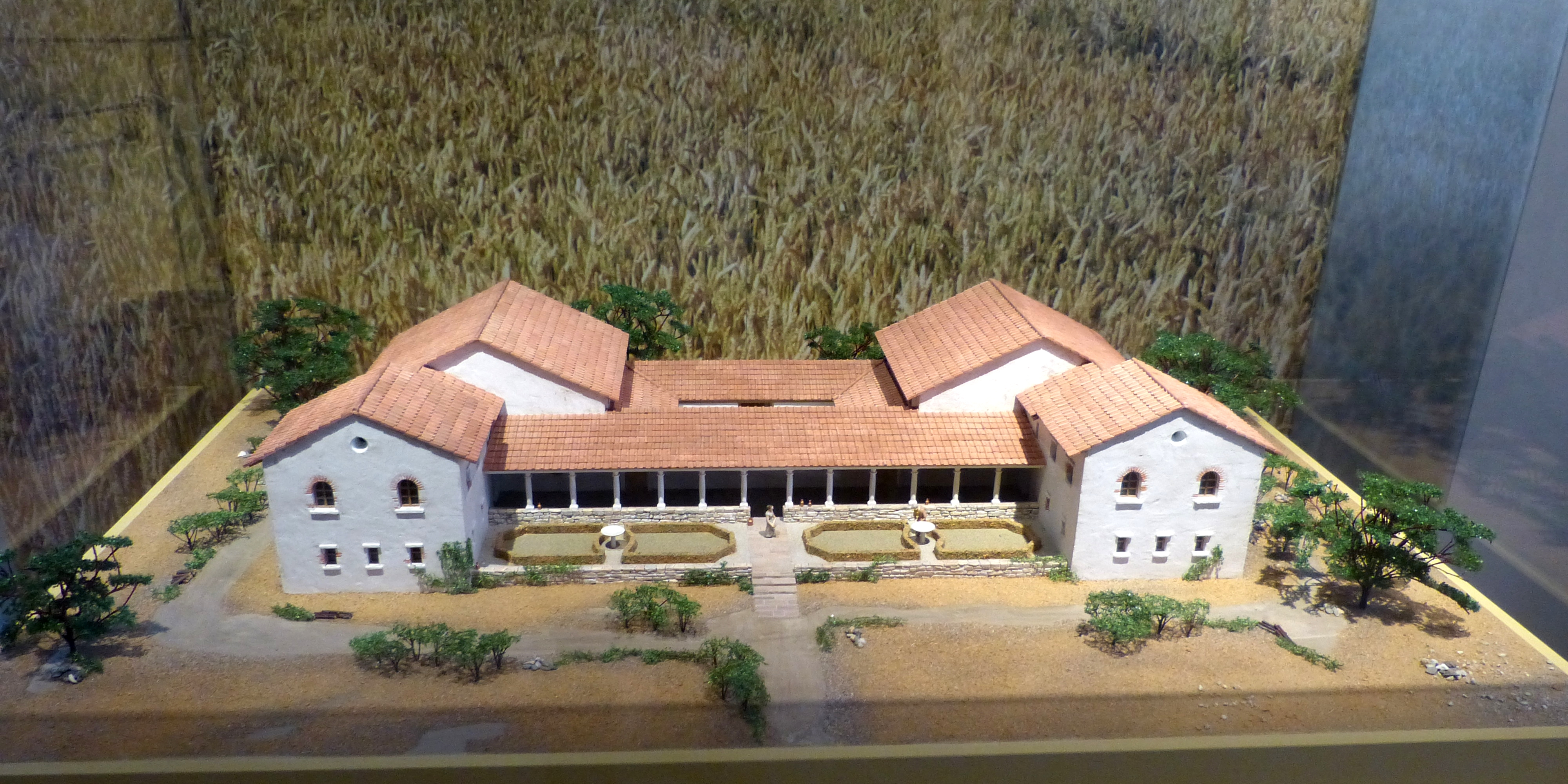
Villa romaine de Bavière (Allemagne)

L'usage d'agrémenter la villa et les jardins est devenu plus fréquent vers la fin de la République romaine, surtout par des personnes riches et influentes comme Lucullus, qui a probablement été le premier à apporter en Occident la plante du cerisier et de l’abricot, avec sa somptueuse villa sur le Pincio, la première à apparaître à Rome, et Salluste avec ses jardins près du Quirinal.

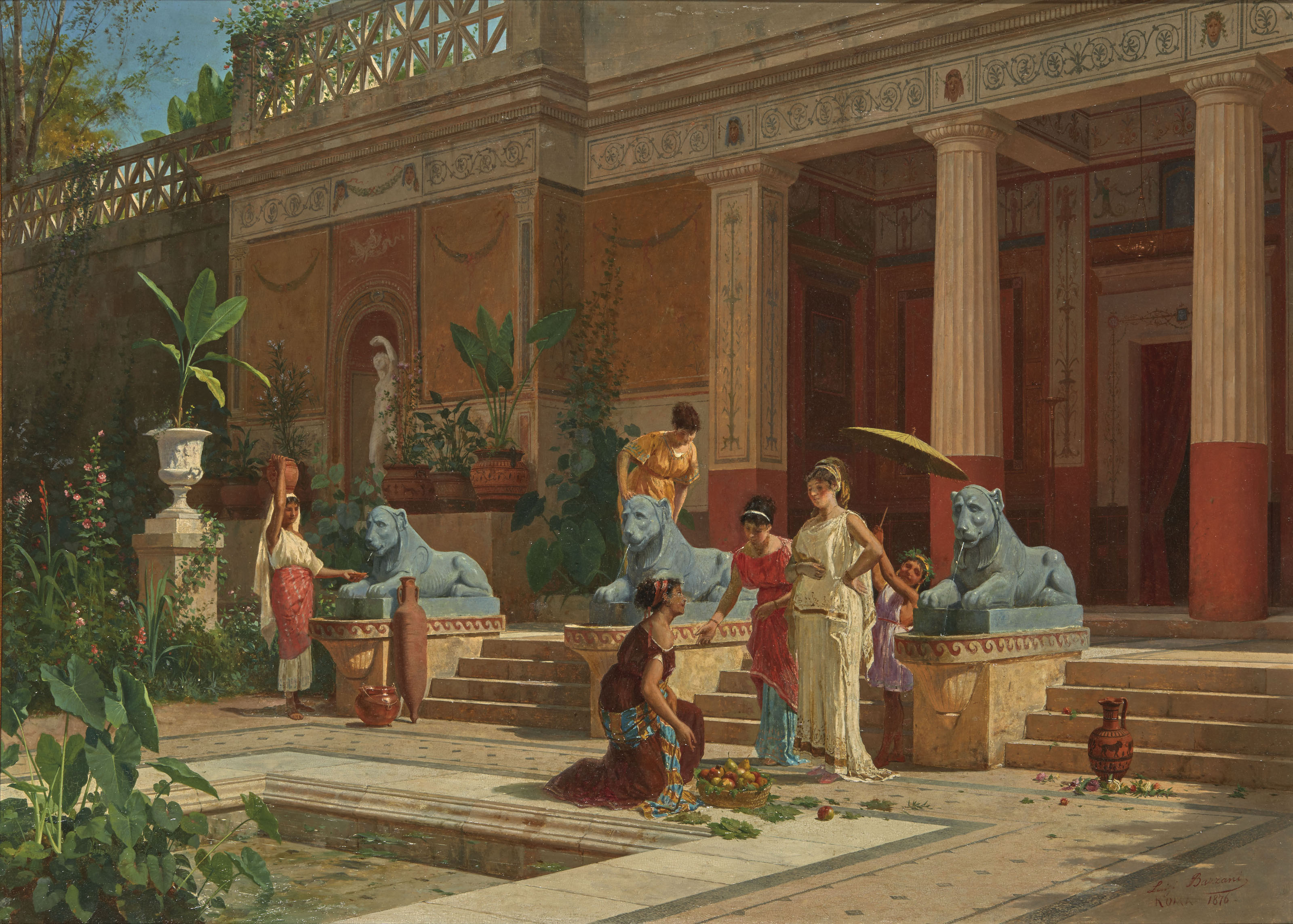
Villa de Pompéi

Les horti constituent des ensembles résidentiels enfouis dans la verdure, caractérisés par des décorations spectaculaires, qui ont été construits en marge du centre monumental, en tant que domiciles luxueux des familles nobles les plus illustres de l'époque républicaine tardive, qui sont ensuite passés dans les propriétés impériales.

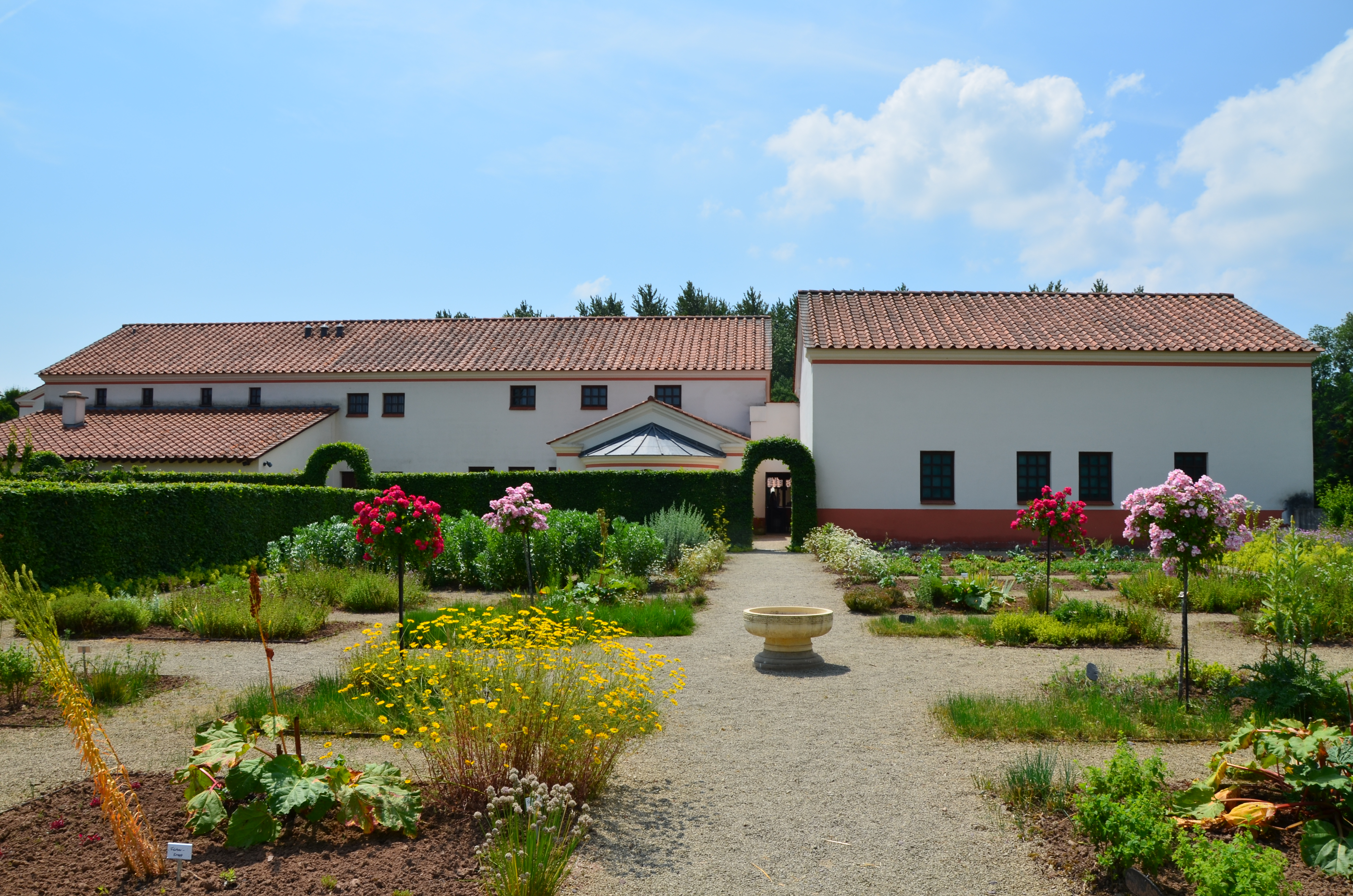
Villa Borg (Allemagne).

Les jardins romains ont été construits pour convenir à une large gamme d'activités. Initialement, les Romains de la classe inférieure utilisaient les jardins comme source de nourriture pour subvenir aux besoins de leurs familles et cultivaient principalement des herbes aromatiques et des légumes. Dans l'ancien Latium, un jardin faisait partie de chaque ferme. Selon Caton l'Ancien, chaque jardin devrait être proche de la maison et devrait avoir des parterres de fleurs et des arbres d'ornement.

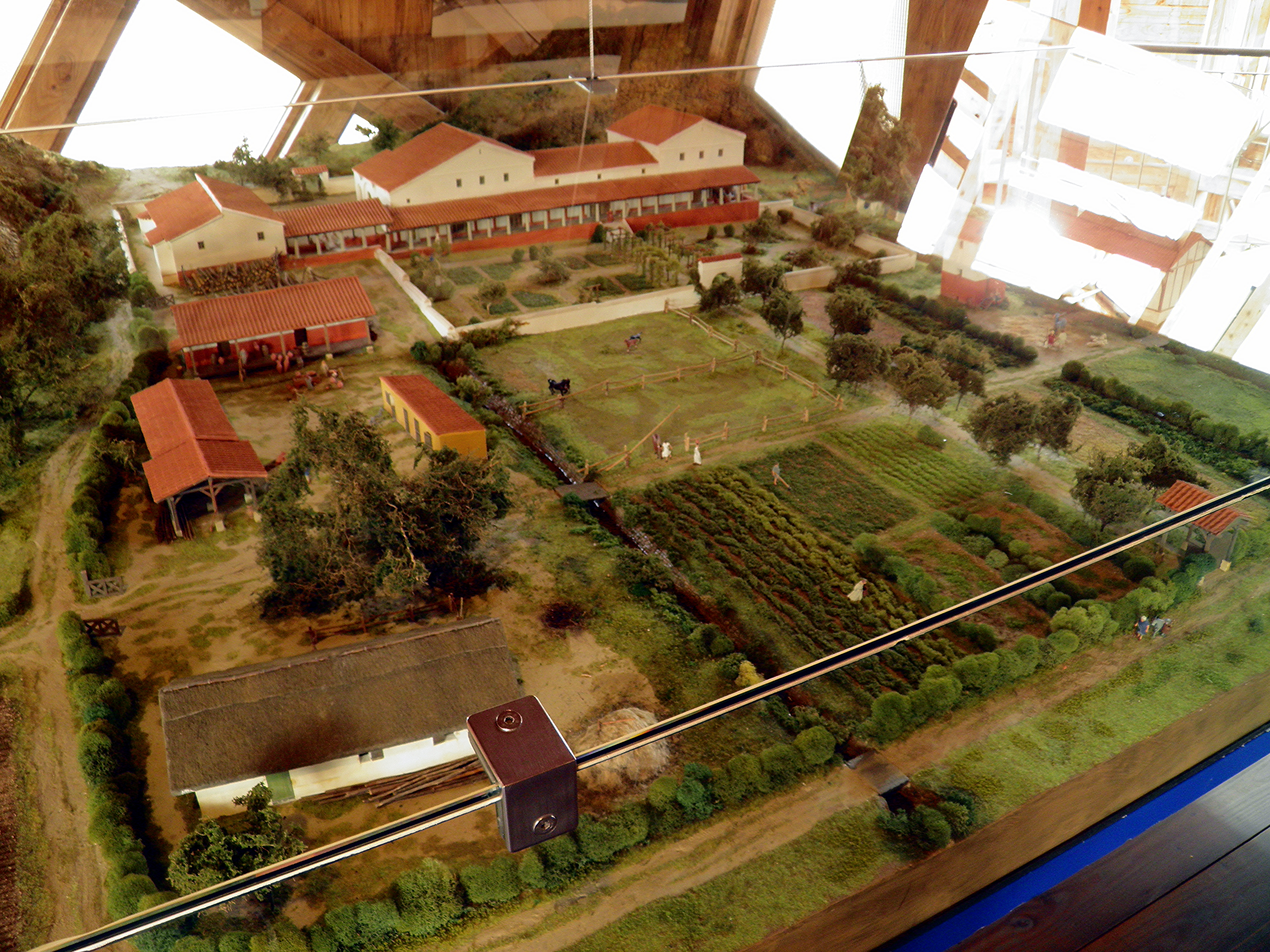
Villa romaine de Bad Neuenahr-Ahrweiler (Allemagne).

Pendant l'Empire romain, la passion des jardins et des villas se répand parmi les classes supérieures qui construisent dans leurs villas, avec le jardin, une série de bâtiments destinés pour la plupart à profiter du jardin lui-même : arcades, cryptoportiques, exèdres, fontaines, petits temples et même des hippodromes comme ceux que Pline le Jeune avait dans sa villa en Ombrie. Au cours de la première époque impériale, les horti constituent un cercle ininterrompu de verdure autour du centre ville.

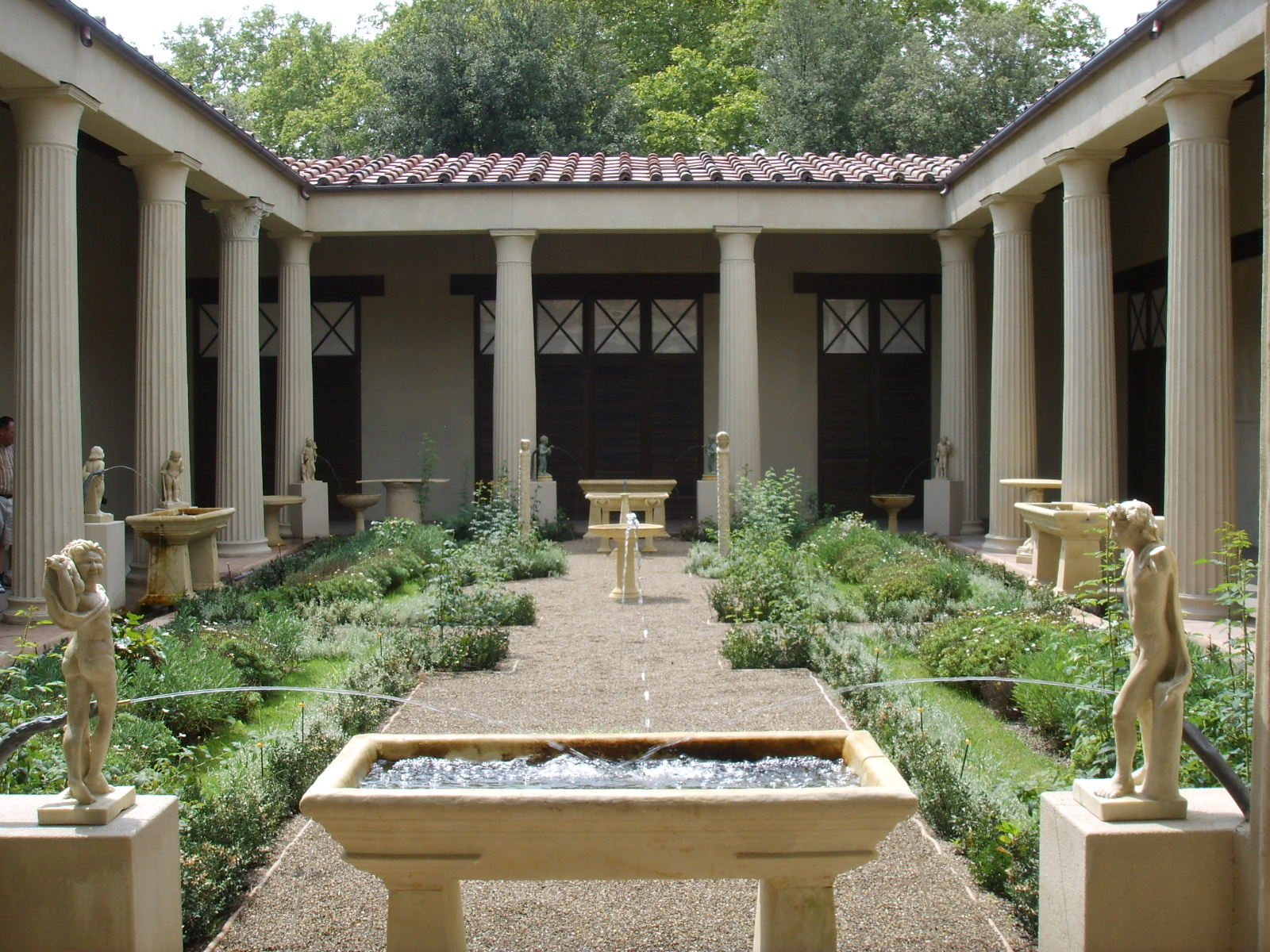
Maison des Vettii de Pompéi

Au IIIe siècle, les horti occupent environ un dixième de Rome et forment une ceinture verte autour du centre. Ils sont un lieu de plaisir, presque un petit palais, et offrent au riche propriétaire et à sa cour la possibilité de vivre isolés, loin de la vie trépidante de la ville mais proche d'elle. Une caractéristique fondamentale des horti est la grande quantité d'eau nécessaire à la riche végétation et au fonctionnement des nombreuses fontaines et nymphées. Le quartier de L'Esquilin est particulièrement propice à ces résidences car 8 des 11 grands aqueducs de la ville l'atteignaient. Les villas romaines étaient riches en eau qui, s'écoulant de réservoirs placés en hauteur avec une série de canaux d’irrigation, alimentait les maisons et les bains et irriguait les jardins.

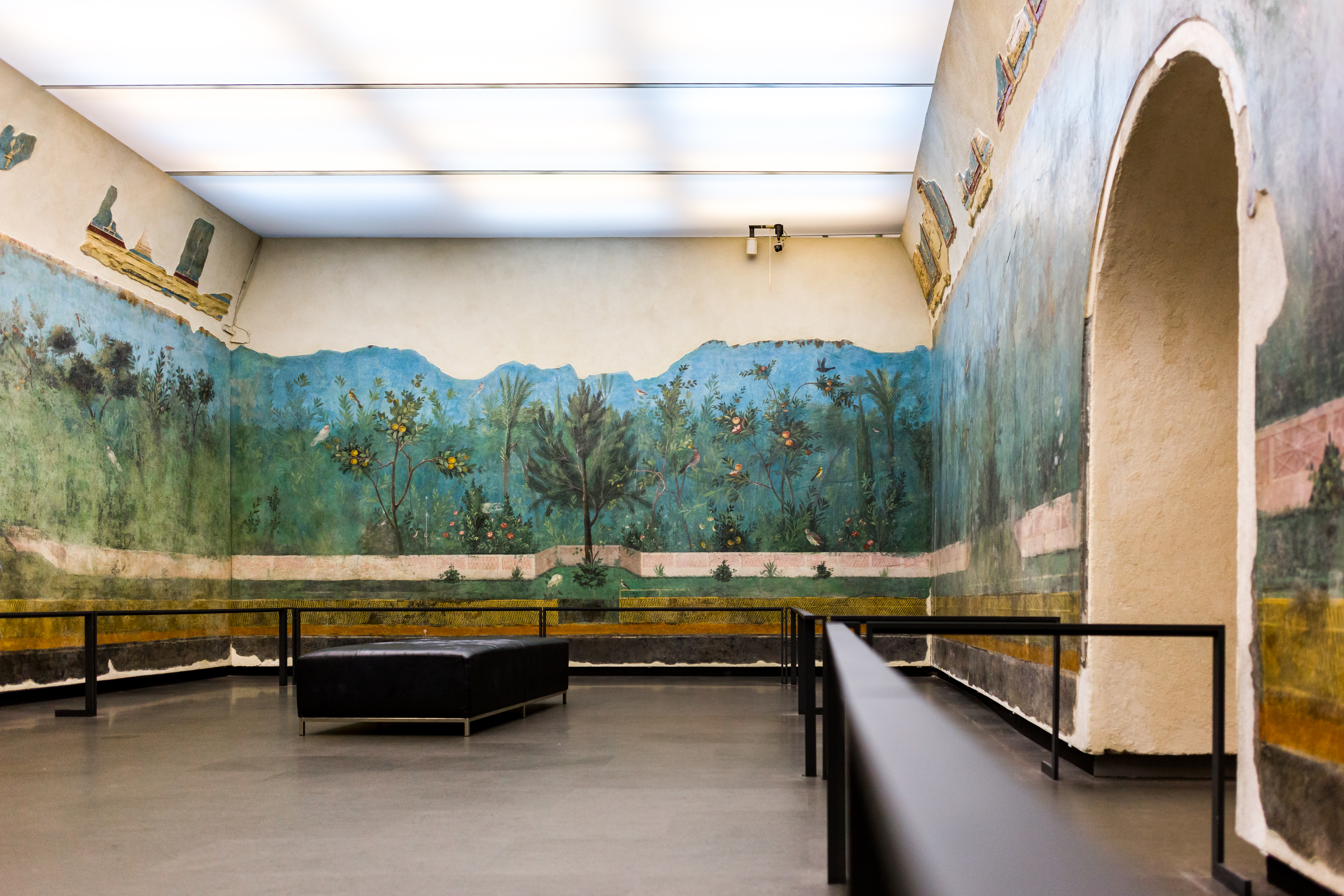
Peinture de jardin de la villa de Livia près de Rome.

Plus tard, les différentes influences de jardins égyptiens, persans et grecs ont été intégrées à l'horticulture romaine, dans les jardins d'agrément des villas et palais, ainsi que dans les parcs et jardins publics destinés au loisir ou à l' exercice. Aucun type de jardin n'était spécifiquement réservé aux riches Romains ; tout ce dont un citoyen avait besoin était d'avoir sa propre terre ou sa propre maison. Des fouilles à Pompéi montrent que les jardins attachés aux résidences ont été réduits pour répondre aux contraintes d'espace de la maison du Romain moyen.

## Influences

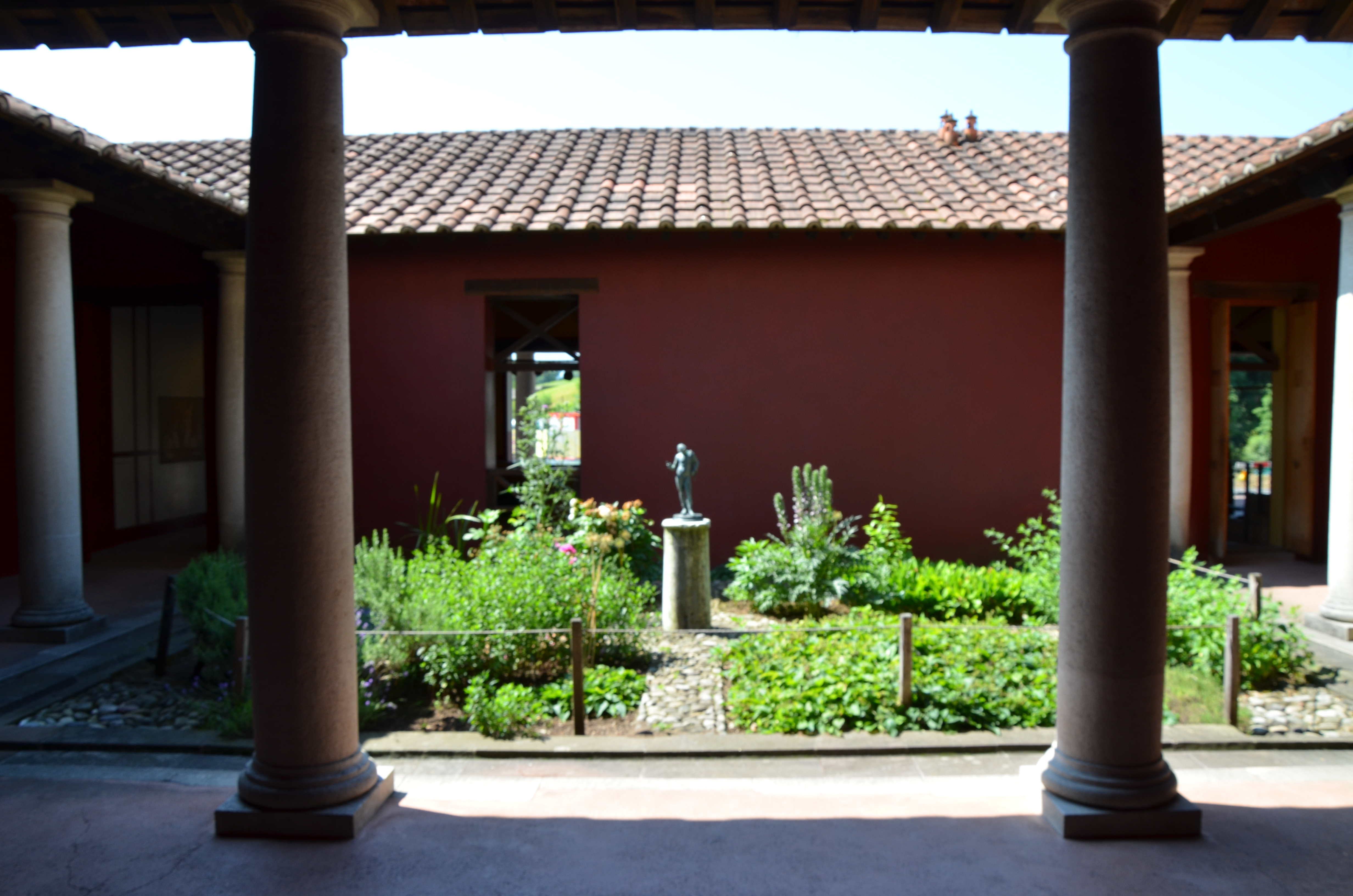
Domus du musée romain d'Augst (Suisse)

Le jardin romain a été influencé par les techniques de jardinage égyptiennes et persanes, grâce à la connaissance du jardinage grec. Les jardins de l'Empire perse étaient organisés autour de rills, connus de Pasargades et d'autres sites. Bien que des preuves archéologiques de rills n'aient pas encore été trouvées dans les jardins grecs classiques, les savants pensent que les Romains ont appris cette technique des Grecs.

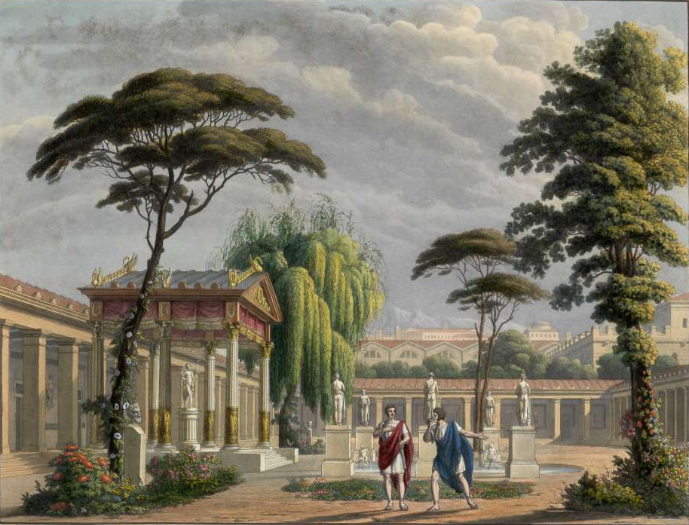
Villa de Diomède de Pompéi

Les jardins persans se sont développés en réponse au climat aride. Les jardins étaient clôturés pour recueillir la chaleur hivernale, les protéger des vents desséchants et les différencier du terrain persan stérile. Le sol a été cultivé pour devenir riche et fertile. Lorsque Alexandre le Grand a conquis certaines parties de l'Asie occidentale, il a ramené avec lui de nouvelles variétés de fruits et de plantes qui ont suscité un regain d'intérêt pour l'horticulture. Des jardins à la française existaient en Égypte antique dès 2800 av. J.-C.. À l'époque de la XVIIIe dynastie égyptienne, les techniques de jardinage, utilisées pour embellir les maisons des riches, étaient pleinement développées. Les portiques servaient à relier la maison à l'extérieur, créant des espaces de vie extérieurs. Même avant Alexandre, Cimon d'Athènes aurait abattu les murs de son jardin pour le transformer en espace public.
Les jardins d'agrément romains ont été adaptés du modèle grec, où un tel jardin servait également à faire pousser des fruits, mais alors que les Grecs avaient des jardins de style « bosquet sacré », ils n'avaient pas beaucoup de jardins domestiques ayant pu influencer les « jardins péristyles » des maisons romaines. Les cours à péristyle ouverts ont été conçus pour relier les maisons à l'extérieur. Athènes n'a pas adopté le style romain utilisé pour embellir les bosquets des temples et créer des espaces de loisirs dans les villes grecques moins traditionnelles de Sparte, Corinthe et Patras, qui ont adopté les jardins domestiques à péristyles occidentaux.

## Lars topiaria

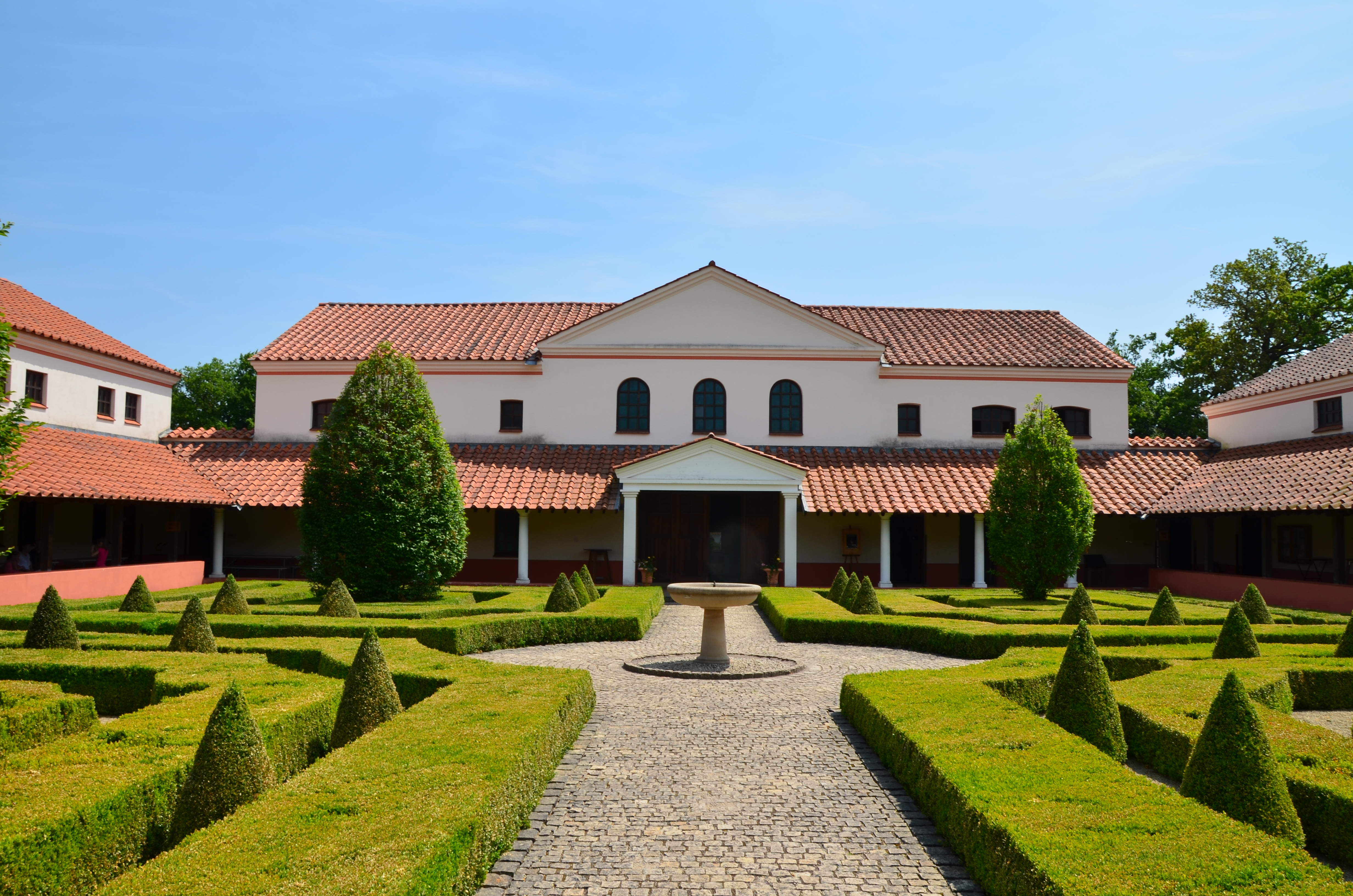
Villa Borg (Allemagne).

## L'ars topiaria
L'hortus devint ainsi le jardin qui entourait la villa seigneuriale pour l'embellir et l'enrichir de haies, bosquets, statues, fontaines, etc. suivant les préférences du propriétaire, mais aussi selon un style et une mode qui se sont affirmés au fil du temps. En effet, les jardiniers romains, dans leurs projets de jardins privés ou publics, ne se limitaient pas à soigner la croissance des plantes, mais tentaient de transformer leur aspect naturel en les taillant et en leur donnant la forme d'objets et d'animaux particuliers ou étranges. Pline l'Ancien a laissé dans ses livres le souvenir de l'inventeur de cette utilisation esthétique des plantes qui était considérée comme un véritable art appelé opus topiarium ou art topiaire (ars topiaria) pratiqué d'abord par Gaius Matius, un chevalier romain qui vécut vers la fin du Ier siècle av. J.-C.

## Caractéristiques deshorti

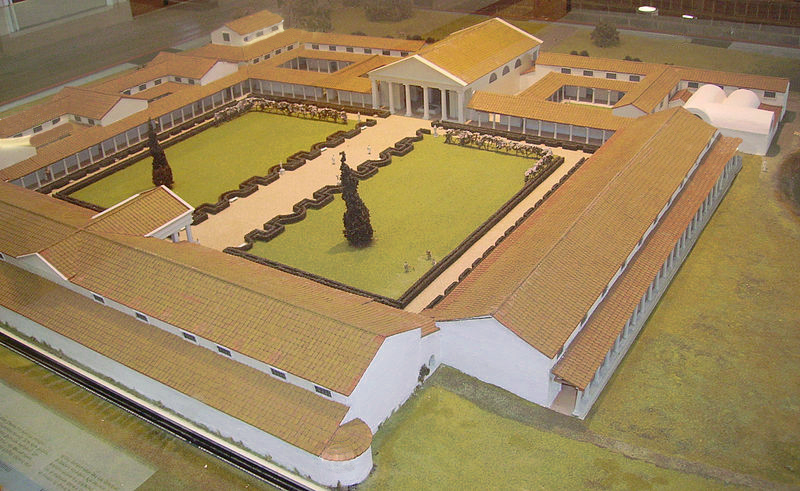
Musée du palais romain de Fishbourne en Angleterre.

Tous les jardins romains étaient généralement constitués des mêmes éléments de base. Selon le style ou le type de jardin, des éléments peuvent être ajoutés ou embellis davantage, ou peuvent être omis complètement. Même si un atrium se trouve à l'intérieur de la maison, il est considéré comme faisant partie du jardin car il possède une ouverture qui permettrait aux Romains de collecter l'eau de pluie.

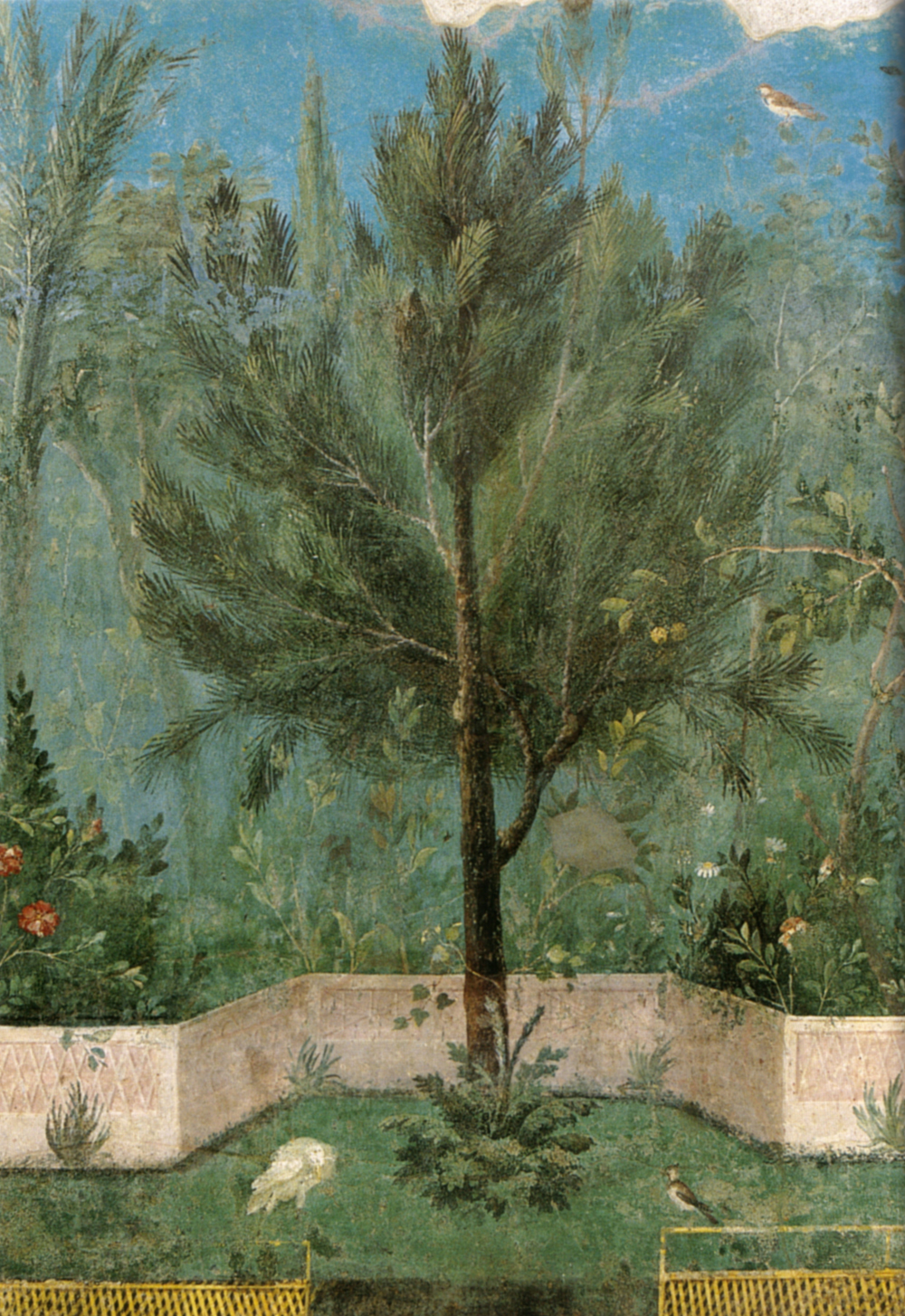
Fresques du nymphée souterrain de la villa de Livie.

Les jardins d'agrément incorporent des conceptions différentes selon le goût de leurs constructeurs. Tous les jardins de ce type ont les mêmes éléments de base : un patio à l'entrée, une terrasse, un verger ou un vignoble, plusieurs pièces d'eau, un jardin potager, des sanctuaires ou des grottes, et d'autres éléments de jardin qui personnalisent le jardin. Le patio est normalement décoré de meubles de jardin extérieurs, d'un bassin d'eau ou d'une fontaine, et est le point de départ d'une promenade qui permet de montrer toutes les caractéristiques du jardin.
La forme la plus courante du jardin romain est celle du xyste (du grec ξυστός, qui signifie « passage couvert »), situé habituellement dans le péristyle, dans les bains du gymnase ou dans les théâtres. Le péristyle, du mot grec où « peri » signifie « autour » et « style » signifie « colonne », désigne un type de cour ouverte qui est entourée de murs de colonnes supportant un portique (porche). Le xyste donne souvent sur un jardin inférieur, ou déambulation, qui consiste en une série d'allées. La déambulation borde une variété de fleurs, d'arbres et d'autres feuillages, et est un endroit idéal pour une promenade tranquille après un repas, une conversation ou d'autres activités récréatives, qui se développent dans un espace restreint pourvu d'un couvert d'arcades ou de branches d'arbres cultivées pour former une galerie ombragée, où l'on peut se promener en toute sécurité.
La gestation est une allée ombragée où le maître de maison peut monter à cheval ou être porté par ses esclaves. Elle entoure généralement la déambulation ou est construite comme un espace séparé de forme ovale. Des chemins ou des passerelles sont souvent construits à travers le jardin. Celles-ci sont faites de pierre en vrac, de gravier, de sable ou de terre battue. Les jardins comportent de nombreux objets ornementaux, de la sculpture aux fresques en passant par les cadrans solaires. Ceux-ci représentent des scènes de la nature ou sont mis en place comme sanctuaire (aedicula) pour les dieux ou les créatures d'un autre monde.
Les plantes utilisées par les Romains pour leurs jardins n'étaient pas différentes de celles utilisées encore aujourd'hui : les arbores silvestres, constitués des arbres poussant spontanément dans les bois, comme le sapin, le hêtre, le châtaignier, le pin sylvestre, le chêne vert, le peuplier, le chêne, et les arbores urbaines, comme le platane, l'orme, le pin fruitier, le palmier, l'olivier, le tilleul et le cyprès, qui ont été définis comme des acariens parce qu'ils se sont adaptés à la condition urbaine, et pouvaient donc aussi être plantés en ville pour profiter de leurs fruits ou de leur ombre. Il était également d'usage de planter des arbres cultivés sous des climats différents sur un même terrain pour tester la possibilité de leur combinaison et créer des compositions originales. Les arbres fruitiers étaient plantés dans une partie du terrain de la villa qui leur était réservée appelée pomerium, généralement placée à côté du vignoble et de l'oliveraie. Peu d'espèces de fleurs sont cultivées, notamment des roses pour honorer les dieux et des violettes pour les cultes funéraires du dies violae, le jour de chaque année dédié à honorer les morts. On trouve encore des soucis, des jacinthes, des narcisses et du thym.

## Localisation
Les jardins étaient généralement construits dans l'une des structures suivantes : la domus (maison de ville), cette structure autonome était généralement d'un étage, contenant plusieurs pièces pour les activités quotidiennes et un atrium vers l'avant de la maison pour recueillir l'eau de pluie et éclairer la zone qui l'entourait, vers l'arrière de la maison se trouvait souvent un hortus ou un péristyle (une cour ouverte) ; la villa romaine, généralement une maison de campagne pour les gens riches ; la villa rustica, une villa située à la campagne, souvent au cœur d'un grand domaine agricole ; le palais, réservé aux seules familles impériales, très grande et extravagante. Les parcs publics, les jardins d'agrément, les jardins du temple, les tombes, etc., constituaient des jardins non résidentiels.
Horace a écrit qu'à son époque, les jardins de fleurs sont devenus une « indulgence nationale ». Auguste a construit le Portique de Livie, un jardin public sur l'Oppius à Rome. En dehors de Rome, les jardins avaient tendance à proliférer dans les centres de richesse. Des versions modifiées des conceptions de jardins romains ont été adoptées dans les colonies romaines d'Afrique, de Gaule romaine et de Bretagne (province romaine).

## Postérité

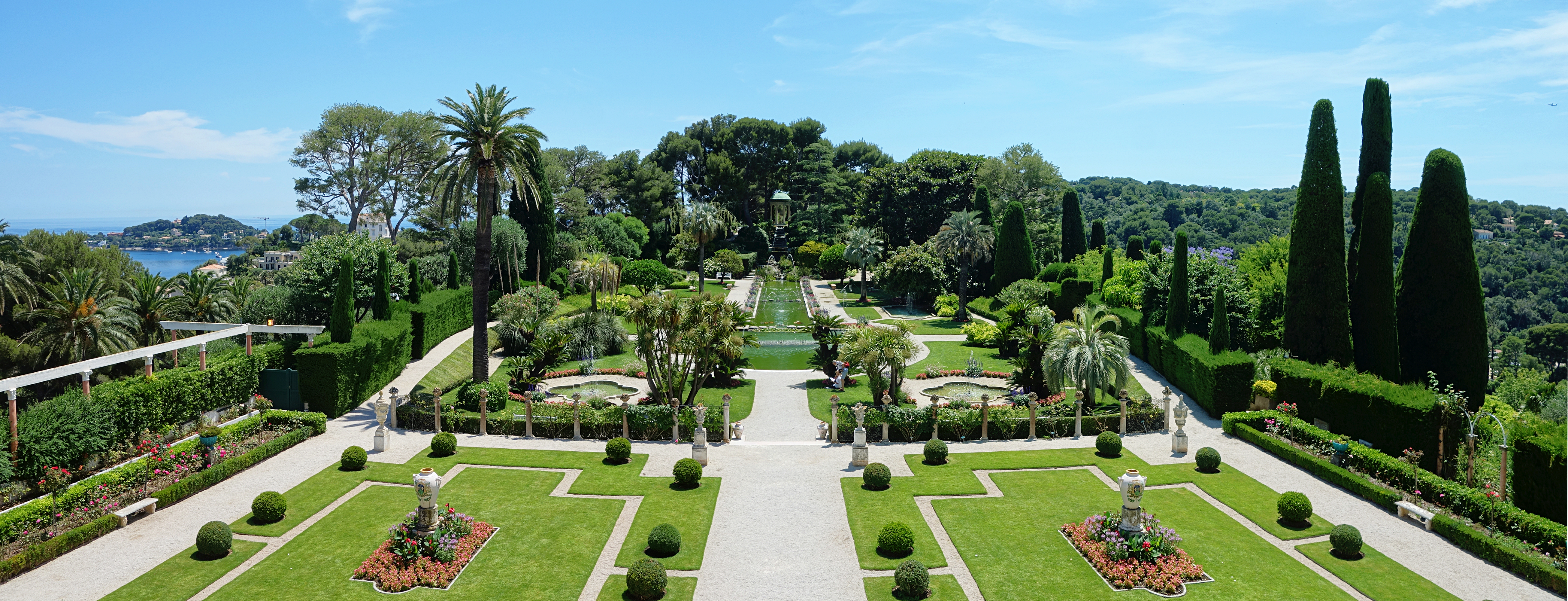
Jardin à l'italienne de la Villa Ephrussi de Rothschild de Saint-Jean-Cap-Ferrat (Côte d'Azur).

Les conceptions des jardins romains ont conduit au jardin médiéval, puis au jardin à l'italienne, dont des éléments ont été adoptés par les architectes paysagistes de la Renaissance, du baroque, du néo-classicisme et même du XXe siècle.

## Quelques jardins célèbres de Rome
- Horti Tauriani
- Jardins de Lucullus
- Jardins de Salluste